# Maiski (Belgorod)
Maiski (russisch Ма́йский) ist eine Siedlung (possjolok) in der Oblast Belgorod in Russland mit 8748 Einwohnern (Stand 14. Oktober 2010).

## Geographie
Der Ort liegt etwa 12 km Luftlinie südwestlich des Zentrums des Oblastverwaltungszentrums Belgorod und ist faktisch dessen Vorort; die Staatsgrenze zur Ukraine verläuft gut 20 km entfernt.
Maiski ist de jure Verwaltungszentrum des Rajons Belgorodski; de facto befinden sich viele Verwaltungseinrichtungen des Rajons in der namensgebenden Stadt Belgorod, die selbst nicht zum Rajon gehört, sondern einen eigenen Stadtkreis bildet. Die Siedlung ist außerdem Sitz der Landgemeinde Maiskoje selskoje posselenije, zu der weiterhin das Dorf Nowaja Derewnja (2 km südwestlich) und die Siedlung Politotdelski (6 km südwestlich) gehören.

## Geschichte
Der Ort befindet sich im Bereich des früheren Dorfes Pawlowka und entwickelte sich in seiner heutigen Form ab den 1950er-, beschleunigt ab den 1970er-Jahren.
Ab 1957 entstand dort eine landwirtschaftliche Versuchswirtschaft mit zugehöriger Siedlung, die am 29. Januar 1968 ihren heutigen Namen erhielt, abgeleitet vom in Russischen gleichlautenden Monatsnamen Mai (hier gemäß den sowjetischen Gepflogenheiten mit ideologischem Bezug, etwa zum Ersten Mai). Ab 1971 wurde dort ein Wissenschaftszentrum errichtet und 1978 das Belgoroder Landwirtschaftsinstitut eröffnet (seit 1994 Belgoroder Staatliche Landwirtschaftsakademie). Ab den 1980er-Jahren entstanden im Ort Plattenbauten. 1986 erhielt Maiski den Status einer Siedlung städtischen Typs, verlor ihn jedoch 1994 wieder.
Im Rahmen der Munizipalreform in Russland wurde zum 1. Januar 2006 der Verwaltungssitz des seit 1928 bestehenden Belgorodski rajon von Belgorod nach Maiski verlegt.

### Bevölkerungsentwicklung
| Jahr | Einwohner |
| ---- | --------- |
| 1989 | 4332      |
| 2002 | 7441      |
| 2010 | 8748      |

Anmerkung: Volkszählungsdaten

## Verkehr
Durch den Ort verläuft die dort zur vierspurigen Schnellstraße ausgebaute föderale Fernstraße M2 Krim (Teil der Europastraße 105) von Moskau über Tula, Orjol, Kursk und Belgorod zur ukrainischen Grenze (dort weiter in Richtung Charkiw – Saporischschja – Krim). Nordwestlich führt die Eisenbahnstrecke Moskau – Kursk – Charkiw vorbei, hat jedoch dort keine Station; die nächstgelegenen sind der Bahnhof Belgorod und der Haltepunkt Dolbino 5 km südwestlich von Maiski.
Maiski ist in das Stadtbusnetz von Belgorod eingebunden. Eine seit 1986 von Belgorod in die Siedlung führende Oberleitungsbuslinie – eine der längsten in Russland – wurde wegen des Ausbaus der M2, auf der sie zum Teil verkehrte, 2014 vorübergehend eingestellt, aber bislang nicht wieder in Betrieb genommen (Stand November 2017).